# FC Velzeke
FC Velzeke is een Belgische voetbalclub gevestigd in Zottegem, deelgemeente Velzeke-Ruddershove. Het is een provinciale club die in de 3e provinciale klasse speelt.
De terreinen werden aangelegd in 1994 aan de Windmolenstraat; in 2008 werd de club bevolen de accommodatie te verwijderen, maar deze beslissing werd later teruggedraaid. In 2012 stopte FC Velzeke met de jeugdwerking.
De club met zwart-lichtrood als clubkleuren is aangesloten bij KBVB Voetbal Vlaanderen met stamnummer 09318.